# Heeresgruppe G
Il Gruppo d'armate G (tedesco: Heeresgruppe G), costituito in origine con la denominazione Armeeegruppe G, fu un'unità militare dell'esercito tedesco, operativa sul fronte occidentale nel corso della seconda guerra mondiale.

## Costituzione
Nel 1944, nell'ambito della riorganizzazione delle truppe tedesche sul fronte occidentale, l'Oberkommando der Wehrmacht decise di costituire una nuova unità, che avrebbe assunto il comando delle operazioni nella Francia meridionale, a sud della Loira. Venne così costituito il Gruppo d'armate G, inizialmente denominato Armeegruppe G.
Questa nuova unità era composta dagli effettivi della I e della XIX Armata, precedentemente inquadrate nel Gruppo d'armate D. Lo stesso Gruppo d'armate G, in realtà, rimase subordinato al Gruppo d'armate D, il cui comandante conservava il titolo di Oberbefehlshaber West, ossia di comandante supremo della Wehrmacht per tutto il fronte occidentale.

## Operazione Dragoon
Difendendo le posizioni nel sud della Francia, il Gruppo d'armate G non fu direttamente coinvolto negli scontri successivi allo sbarco alleato in Normandia. Quando però il 15 agosto 1944 gli Alleati diedero il via all'operazione Dragoon, anche quest'unità ebbe i suoi primi scontri a fuoco contro gli Alleati.
Già nel primo giorno dell'operazione sbarcarono oltre 94.000 soldati e 11.000 veicoli. Le truppe tedesche a difesa delle coste meridionali erano alquanto indebolite; nei giorni precedenti, infatti, alcune unità erano state inviate a nord, per contrastare le forze alleate nella Francia settentrionale dopo l'operazione Overlord, mentre quelle rimaste sul posto dovettero subire diversi attacchi da parte della resistenza francese. Questa serie di fattori portò a un rapido successo degli Alleati, che riuscirono subito a consolidare un'ampia testa di ponte.
Al Gruppo d'armate G fu impossibile contenere l'avanzata degli Alleati, pertanto nel settembre 1944 iniziò un vasto ripiegamento nella zona del vecchio confine franco-tedesco, allo scopo di ricongiungersi con le altre unità ancora impegnate sul fronte occidentale. Tale ripiegamento, favorito anche dalle difficoltà logistiche degli Alleati, fu portato a termine con successo, anche se con un grande sacrificio in termini di uomini e di mezzi. Il Gruppo d'armate G, che aveva ottenuto il supporto anche della V Armata corazzata, riuscì in questo modo ad occupare il settore meridionale della linea difensiva tedesca.

## Gli ultimi scontri
Una volta portata a termine la ritirata verso nord, le truppe del Gruppo d'armate G cercarono di stabilizzare una nuova linea del fronte lungo la Mosella, con l'obiettivo di mantenere il controllo dell'Alsazia-Lorena. La III Armata americana di George Smith Patton, però, riuscì ben presto a conquistare un'ampia testa di ponte oltre il fiume, arrivando a liberare Nancy il 15 settembre 1944.
A seguito delle ripetute sconfitte subite nella ritirata verso nord, il 21 settembre 1944 il comando supremo tedesco rimosse il generale Johannes Blaskowitz dal comando del Gruppo d'armate G. Al suo posto fu nominato il generale Hermann Balck.
Per porre un argine all'avanzata americana, l'OKW autorizzò un contrattacco in direzione della testa di ponte americana. Le operazioni furono affidate alla V Armata corazzata di Hasso von Manteuffel, che però non ebbe successo nonostante la superiorità di truppe e mezzi corazzati.
Per qualche mese, tuttavia, il fronte si stabilizzò grazie alla decisione del generale Dwight D. Eisenhower di dirottare la maggior parte dei rifornimenti di carburante verso nord, a supporto dell'Operazione Market Garden del generale Bernard Law Montgomery. Questa decisione, infatti, spinse Patton a fermare le operazioni offensive della sua III Armata, offrendo così ai tedeschi una breve pausa per potersi riorganizzare.
Già ad inizio novembre del 1944 l'offensiva americana riprese vigore; la III Armata di Patton, la VII Armata del generale Alexander Patch e la I Armata francese del generale de Lattre de Tassigny investirono in pieno le posizioni occupate dal Gruppo d'armate G: Metz fu liberata il 18 novembre e per la metà di dicembre la maggior parte delle truppe tedesche venne ricacciata fuori dal territorio francese, verso la linea Sigfrido. Solo una parte della XIX Armata riuscì a mantenere le proprie posizioni in territorio francese, nella zona di Colmar. Hitler decise quindi di affidare il comando della XIX Armata al nuovo Gruppo d'armate Alto Reno, alla cui testa fu designato il Reichsfuhrer delle SS Himmler.
Il 24 dicembre 1944 il generale Blaskowitz fu richiamato al comando del Gruppo d'armate G per guidare quest'unità nel corso dell'ultima offensiva tedesca sul fronte occidentale: l'operazione Nordwind. Mentre le truppe del Gruppo d'armate G avrebbero attaccato il VI Gruppo d'armate alleato, quelle del Gruppo d'armate Alto Reno si sarebbero mosse da sud dalle posizioni attorno a Colmar. Nel complesso l'offensiva fu un totale fallimento, anche se le unità del Gruppo d'armate G ottennero alcuni successi parziali, rientrando in possesso di una piccola parte di territorio francese.
Dopo il fallimento dell'operazione Nordwind e il contrattacco alleato che isolò parte delle sue truppe nella sacca di Colmar, il Gruppo d'armate Alto Reno fu sciolto e il comando di quello che restava della XIX Armata passò nuovamente sotto il Gruppo d'armate G.
Quando gli americani lanciarono la loro offensiva finale verso il cuore della Germania nazista nel marzo del 1945, le scarse difese del Gruppo d'armate G non riuscirono a contenerne l'avanzata. Le manovre americane portarono a uno sfondamento sul fianco destro del gruppo d'armate, che determinò un progressivo arretramento verso sud di quest'unità. Dopo alcuni giorni di combattimento, ciò che rimaveva del Gruppo d'armate G si arrese agli americani in Baviera il 5 maggio 1945.

## Linea di comando

### Comandante in capo
- 8 maggio - 21 settembre 1944, Generaloberst Johannes Blaskowitz
- 21 settembre - 23 dicembre 1944, General der Panzertruppe Hermann Balck
- 24 dicembre 1944 – 28 gennaio 1945, Generaloberst Johannes Blaskowitz
- 29 gennaio – 4 aprile 1945, Generaloberst der Waffen-SS Paul Hausser
- 5 aprile – 5 maggio 1945, General der Infanterie Friedrich Schulz

### Capo di stato maggiore
- 8 maggio - 19 settembre 1944, Generalmajor Heinz von Gyldenfeldt
- 20 settembre – 30 novembre 1944, Oberst Friedrich-Wilhelm von Mellenthin
- 30 novembre 1944 – 30 marzo 1945, Generalmajor Helmut Staedke
- 30 marzo – 5 maggio 1945, Generalleutnant Fritz Wentzell

### Primo ufficiale di stato maggiore
- 8 maggio 1944 – 5 maggio 1945, Oberst Horst Wilutzky

## Teatri operativi e Armate
| Periodo        | Teatro operativo   | Armate                            |
| maggio 1944    | Fronte Occidentale | 1. Armee 19. Armee                |
| agosto 1944    | Fronte Occidentale | 19. Armee                         |
| settembre 1944 | Fronte Occidentale | 1. Armee 19. Armee 5. Panzerarmee |
| novembre 1944  | Fronte Occidentale | 1. Armee 19. Armee                |
| dicembre 1944  | Fronte Occidentale | 1. Armee                          |
| febbraio 1945  | Fronte Occidentale | 1. Armee 19. Armee                |
| aprile 1945    | Fronte Occidentale | 1. Armee 7. Armee 19. Armee       |